# ساریجااوا (احسانیه)
ساریجااوا (به ترکی استانبولی: Sarıcaova) یک منطقهٔ مسکونی در ترکیه است که در احسانیه واقع شده‌است.